# ハム (ルクセンブルク)
ハム (Hamm) は、ルクセンブルク大公国南部に位置するルクセンブルク市の東部にある地区。当地には、5,076名のアメリカ軍将兵が埋葬されたルクセンブルク・アメリカ軍墓地があり、パットン将軍の墓もある。
2019年12月31日現在、この地区の人口は、1,478人である。

## 旧基礎自治体
ハムは、かつてはカントンであるルクセンブルク郡に属する基礎自治体だった時期があり、1873年12月20日にサンドワイラーから分離する形で創設されてから、1920年3月26日にオレリックやロランジェルグランとともにルクセンブルク市と合併されるまで基礎自治体（コミューン）として存続した。

## FC RMハム・ベンフィカ
FC RMハム・ベンフィカは、ルクセンブルク・ナショナルディビジョンに次ぐ2部リーグに属しているサッカークラブであり、ハムをホームタウンとしている。ホームグラウンドであるルクセンブルク＝センツは、ハムの北隣に位置するセンツ地区にある。

## 交通
ルクセンブルク国鉄のセンツ＝ハム駅は、北隣のセンツ地区との境界に近いセンツ側に位置している。
ルクセンブルク＝フィンデル空港の滑走路は、南西部がハムの北東部に貫入している。